# 范嘉璲
范嘉璲（越南语：／，1885年—1962年），原名范嘉瑞（越南语：／），慈廉縣東鄂村（今屬河內市北慈廉郡東鄂坊）人，阮朝秀才、官員，官至太子少保協佐大學士領海陽總督。

## 生平
范嘉璲原名范嘉瑞，後爲避保大帝之諱，改爲今名。
1900年，在成泰十二年庚子科鄉試中中秀才。
曾任上審院巡撫、總督，海陽總督。
1942年，范嘉璲退休回鄉，裴善機接任海陽總督一職。

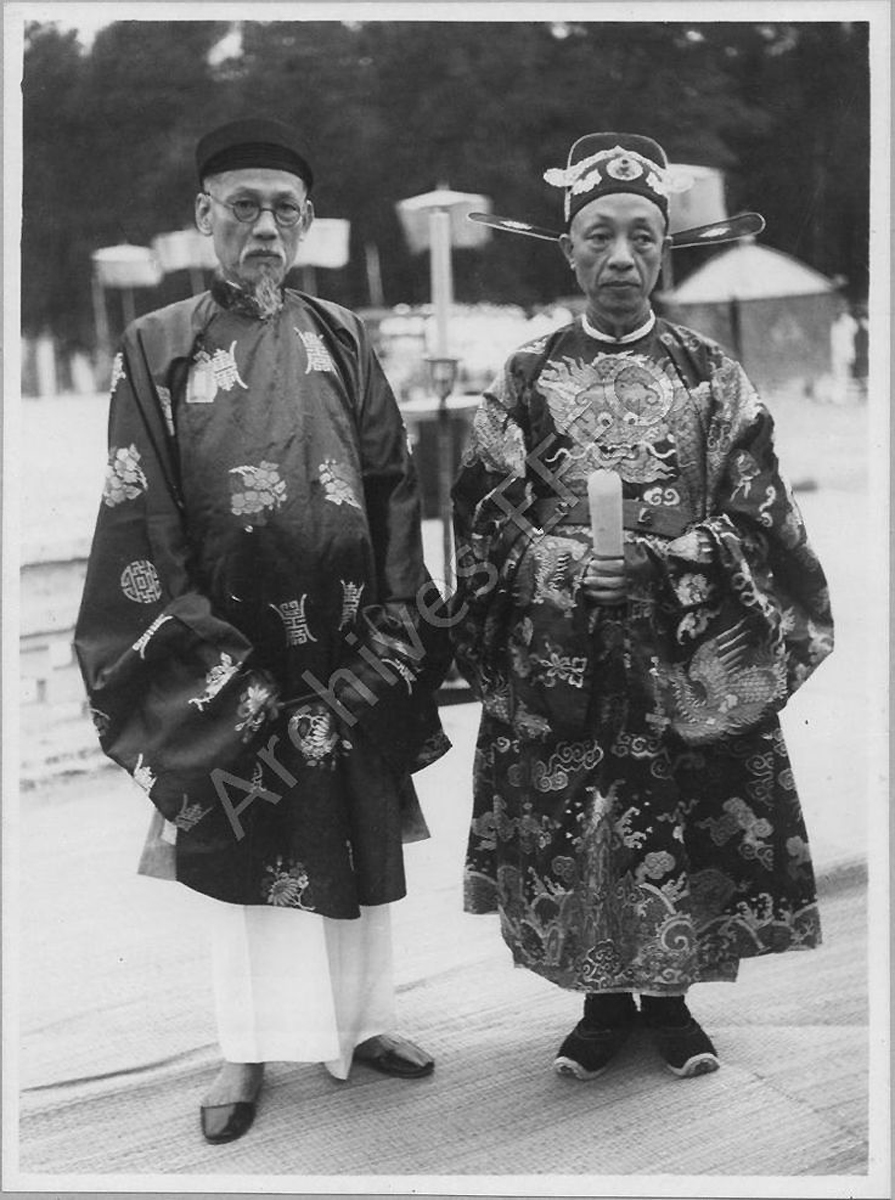
阮福寶石與范嘉璲（右）

范嘉璲逝世於1962年。

## 家庭
有一子爲藥學博士。

## 榮譽
- 法國榮譽軍團勳章軍官勳位[7]
- 大南龍星軍官勳位[7]
- 明農佩星指揮官勳位[7]